# Paula Seling
Paula Seling (Baia Mare, 25 de diciembre de 1979) es una cantante, presentadora de televisión en el marco de X-Factor y DJ rumana. Estudió piano desde que tenía 6 años. A la edad de 10 comenzó a cantar en el coro de la escuela y lo encontró muy bonito. No pasó mucho tiempo antes de que ella se convirtiera en cantante. Ese fue el comienzo de su interés por la música. Ha ganado numerosos premios en Rumania. En 1998, grabó su primer álbum, Only Love en Alemania. Hasta ahora ha publicado doce álbumes, incluyendo tres álbumes y una recopilación de Navidad. Su álbum más reciente, publicado el pasado, es uno doble con 17 canciones, todas compuestas, producidas y arregladas por ella misma. En 2005, Paula lanzó su propio estudio de grabación y sello discográfico, llamado Records Unicornio, junto con su esposo. Ella cantó en dúo con, por ejemplo Al Bano, Anita Doth (de 2 Unlimited), Tony Hawks y sirvió como acto de apertura para Joan Baez, Ricky Martin, Michael Bolton y Beyonce.
En 2010 participó en el Festival de la canción de Eurovisión junto a Ovi, representando a Rumanía. En la final quedaron en tercer puesto con 162 puntos; en la 2ª semifinal, cuartos con 104 puntos.
En 2013 ve la luz su segundo álbum de estudio One Mile of Words, marcado casi en su totalidad por ritmos electrónicos.
En 2014 participó de nuevo en Eurovisión junto con Ovi representando a Rumanía, con su canción llamada "Miracle", quedando en 12º lugar.